# Nagy Csilla (irodalomtörténész)
Nagy Csilla (Balassagyarmat, 1981. október 22.) magyar irodalomtörténész, kritikus, szerkesztő, tanár.

## Életpályája
Őrhalomban, egy kis határ menti palóc községben nevelkedett, ide járt általános iskolába is. Ősei, a belátható időig mind e falu szülöttei voltak. Középiskolába Balassagyarmatra járt. Egyetemi tanulmányait 2000 és 2005 között magyar nyelv- és irodalom, illetve 2001 és 2005 között német nyelvtanári szakon végezte a Miskolci Egyetem Bölcsészettudományi Karán. 2005-től 2008-ig ugyanitt az Irodalomtudományi Doktori Iskola ösztöndíjas hallgatója volt. 2005-ben harmadik helyezést ért el az OTDK modern magyar irodalom szekciójában. 2011 és 2016 között a besztercebányai Bél Mátyás Egyetem hungarisztika tanszékének lektora. 2014 és 2017 között az MTA Irodalomtudományi Intézetének posztdoktori ösztöndíjasa, tudományos munkatársa. 2018-19-ben az NKFI Hivatal Kutatás-fejlesztési Főosztályának munkatársa. 2019-től a kassai Pavol Jozef Šafárik Egyetem történelem tanszékének magyar lektora.
2005 óta az Alföld Stúdió, 2007 óta a József Attila Kör tagja. Kortárs magyar irodalommal, képiség és textualitás viszonyrendszerével és az 1930-as évek magyar lírájával foglalkozik. Írásai 2004-től jelennek meg különböző folyóiratokban, antológiákban. Első recenzió- és tanulmánykötete 2008-ban jelent meg Magánterület címen. 2009-től a Palócföld című irodalmi, művészeti, közéleti folyóirat szerkesztője.

## Díjak
- Miskolc Város Ösztöndíja (Pályakezdő ösztöndíj; 2006)
- Móricz Zsigmond-ösztöndíj (2009)

## Publikációk

### Kötetek
- Magánterület. Kritikák, recenziók, tanulmányok; Balassi Bálint Megyei Könyvtár és Közművelődési Intézet, Salgótarján, 2008 (Palócföld Könyvek)
- Megvont határok. Tér, táj, énkoncepció József Attila és Szabó Lőrinc 1930-as évekbeli költészetében; Ráció, Budapest, 2014 (Ráció-tudomány)
- Átkötések. Kritikák, tanulmányok; Nap – Média Nova M, Dunaszerdahely, 2016 (Kaleidoszkóp könyvek)
- Privát dialektika. Válogatás a Penge-kritikákból; Madách Egyesület, Pozsony, 2020

### Szerkesztett művek
- Handó Péter: Alvó konfliktusok mezején. Interkulturális kapcsolatok Sóshartyánban. Salgótarján: Balassi Bálint Megyei Könyvtár és Közművelődési Intézet (Palócföld Könyvek), 2008
- Kultúrák között II. A III., IV. és V. Interkulturális Diákkonferencia válogatott előadásai. Miskolc: ME-BTK Modern Magyar Irodalomtörténeti Tanszék, 2007

### Nyomdai előkészítés
- Szávai Attila: Optikai tuning. Salgótarján: Balassi Bálint Megyei Könyvtár és Közművelődési Intézet (Palócföld könyvek), 2009
- Zsibói Gergely: Napborulás. Salgótarján: Balassi Bálint Megyei Könyvtár és Közművelődési Intézet (Palócföld könyvek), 2009

### Tanulmányok
- „megzendült a tér”. Térélmény, vizualitás és auditív tapasztalat Szabó Lőrinc és József Attila egy-egy versében. Parnasszus, 2009/tél. 94–99.
- A rajzolók szerződése: a narratíva tere és határa Linklater Kamera által homályosan és Volckman Renaissance című filmjében. In: Bodrogi Ferenc Máté – Miklós Eszter Gerda: Mozgásban. Irodalomtudományi PhD-konferencia elméleti irányvonalakról, kihívásokról és lehetőségekről. DEENK Kossuth Egyetemi Kiadója, Debrecen, 2008. 54–67.
- „mérem a téli éjszakát” (A tér és a táj poétikája a harmincas évek magyar lírájában). In: Fodor Péter – Szirák Péter (szerk.): Szótér. Az Alföld Stúdió Antológiája. Debrecen: Alföld Alapítvány, 2008. 44–54.
- Mire képes a szöveg? Kép, írás, identitás Tandori Pályáim emlékezete című könyvében. Kalligram, 2006/november–december. 136–144.; In: Mekis D. János – Z. Varga Zoltán (szerk.): Írott és olvasott identitás. Az önéletrajzi műfajok kontextusai. Budapest: L'Harmattan–PTE, 2008. 256–266.
- Mangenezis. Keleti képviselet Magyarországon, avagy a magyar manga. Kalligram, 2008/1. 91–95.
- „Szakadatlan lüktetésben” A tér és a táj poétikája a harmincas évek lírájában. Palócföld, 2008/1. 39–43.
- Magánterület. Az „én” határvonalai József Attila kései és Szabó Lőrinc harmincas évek végi verseiben. In: Kabdebó Lóránt – Ruttkay Helga – Szabóné Huszárik Mária (szerk.): „Szabad ötletek…”. Miskolc: ME-BTK Irodalomtudományi Doktori Iskola – Szabó Lőrinc Kutatóhely, 2005. 114–126.
- Átjárók. Kondor Béla Boldogságtöredék c. kötetéről. In: Deák István – Kabai Lóránt – Mizser Attila (szerk.): Kultúrák között. Az I. és II. Interkulturális Diákkonferencia válogatott előadásai. Miskolc: ME-BTK Modern Magyar Irodalomtörténeti Tanszék, 2004. 6–16.
- Szemléletesség és absztrakció a görög matematikában. Iskolakultúra, 2008/7–8. 90–94.
- „Lenyúlkönyv”. A fordítás és az értelmezés relációi az Esterházy című mese kapcsán. Iskolakultúra, 2007/10. 18–22.
- A fordítás és az értelmező közösségek. Iskolakultúra, 2007/1. 117–120.

### Válogatott kritikák
- Átkötések (Angyalosi Gergely: A minta fordul egyet). Műút, 2009016. 76–78.
- (K)egypercesek (Szirák Péter: Örkény István) Archiválva 2009. december 30-i dátummal a Wayback Machine-ben A Vörös Postakocsi, 2009/ősz, 120–122.
- Ikertornyok (Schein Gábor: Bolondok tornya). Kalligram, 2009/3. 96–98.
- Közérzet a kultúrában (Menyhért Anna: Elmondani az elmondhatatlant. Trauma és irodalom) Palócföld, 2009/1. 61–63.
- Szakítópróba (Varró Dániel: Szívdesszert) Archiválva 2021. október 22-i dátummal a Wayback Machine-ben Műút, 2008/6. 78–79.
- Patchwork (Szegedy-Maszák Mihály: Szó, kép, zene) Archiválva 2016. március 4-i dátummal a Wayback Machine-ben Műút, 2007/4. 79–80.
- A meghalásnak rendje (Borbély Szilárd: Árnyképrajzoló. Körülírások). Palócföld, 2008/4. 74–76.
- „Azt hinnéd, Brehm úr csak kitalálta” (Tóth Krisztina: Állatságok). Palócföld, 2008/3. 84–86.
- Sorok ébredés ellen. Nyilas Atilla: Az Egynek álmai. Álmoskönyv Nyilas Atillától. Palócföld, 2008/5–6. 128–130.
- Tizenhétre lapot húzni (Zalán Tibor: Váz – Ősi fenyő. Japán haikuk Vihar Judit fordításában). Palócföld, 2009/2. 70–72.
- Lét és időt (Málik Roland: Ördög). Alföld, 2008/9. 109-112.
- „nyelvében él a helyzet” (Mizser Attila: Szöktetés egy zsúfolt területre). Alföld, 2007/2. 103–106.
- Míg szét nem írja (Németh Zoltán: A haláljáték leküzdhetetlen vágya. Verses halálnapló). Alföld, 2007/1. 108–111.
- „az átmeneti sávon” (László Noémi: Százegy). Alföld, 2005/9. 101–106.
- Papakönyv (Ficsku Pál: Gyerekgyár) Archiválva 2021. október 22-i dátummal a Wayback Machine-ben Műút, 2007/1. 68–69.
- „az én csak szürke szolga” (Nyilas Attila: Item). Új Holnap, 2006/4. 79–80.
- Összhangzattan (Jenei László: Mindenféle vágyak). Új Holnap, 2004/3. 167–169.
- Text túra (Mizser Attila: Szakmai gyakorlat külföldön). Kalligram, 2004/12. 100–104.

### Fordítások
- Szabó Lőrinc német nyelvű levelezéséből. In: Kabdebó Lóránt: Szabó Lőrinc „pere”. Budapest: Argumentum, 2006.; Tóth Mariann (szerk.): Szabó Lőrinc környezetének naplói. Miskolc: ME–BTK, Szabó Lőrinc Kutatóhely, 2007 (Szabó Lőrinc Füzetek, 8)